# Ali Gunyar
Ali Gunyar est un boxeur pieds-poings turco-néerlandais né le 22 septembre 1979. Il mesure 1,80 m pour 72 kg.
Ali possède plusieurs titres de champion du monde et d'europe au sein de différentes fédérations. Il évolue aussi pour le compte d'organisations prestigieuses telles que le K-1 ou la Super league.
A la date du 24 septembre 2005, Ali Gunyar totalise 39 combats pour 28 victoires contre 9 défaites et 2 nuls.
Quelques victoires :
- 17/10/04 :  victoire contre le néerlandais Benito Caupain par décision
- 24/09/05 :  victoire contre le danois Ole Laursen par décision au 3e round